# اختبار الوحدات
اختبار الوحدات أو فحص الوحدات (بالإنجليزية: Dimension observation  أو Dimention consideration)
هو اختبار  الترابط السليم بين الكميات فيزيائية في معادلة . فمثلا تكون المعادلة سليمة من الوجهة الفيزيائية إذا كانت الوحدات المستخدمة في طرفيها متجانسة. وصحة الوحدات في معادلة معناه صحة المعادلة الفيزيائية . ولكنها لا تعني أن الكميات المستخدمة في المعادلة صحيحة . كما يتيح اختبار الوحدات لمعادة تعيين وحدة الجزء المجهول في  المعادلة .

## قواعد
الكمية الفيزيائية تكون حاصل ضرب عددا في وحدة . وبناء على ذلك يكون من الوجهة الحسابية أن معادلة تعطي علاقة فيزيائية صحيحة عندما تكون الوحدات على طرفي المعادلة متساويين  ، وأن تتساوى الوحدات أيضا في كل جزء من المعادلة يحتوي على عملية جمع أو عملية طرح .
ويمكن ضرب أو قسمة وحدات مختلفة وربطها ببعضها البعض.
بعض الدوال الرياضية تكون صحيحة إذا كان المتغير فيها x عددا لا بعديا ، مثل :
{\displaystyle \log(x)}
{\displaystyle \exp(x)}
{\displaystyle \sin(x)}

## امثلة

### تعيين وحدات ثابت تناسب
سنأخذ معادلة تجاذب جسمين كتلتهما m و M وتبلغ المسافة بينهما  r . ويمكننا للتبسيط حساب قوة التجاذب بينهما( F(r  دون اللجوء إلى استخدام حساب المتجهات:
{\displaystyle F(r)=-{\frac {GMm}{r^{2}}}}
تقول تلك المعادلة الآتي:
- تتناسب ( F(r  طرديا مع M
- وتتناسب ( F(r طرديا مع  m
- وتتناسب ( F(r عكسيا مع مربع المسافة بينهما r  ،

فيكون ثابت التناسب هو G ، والذي نسميه ثابت الجاذبية .
ونريد تعيين وحدة «ثابت الجاذبية»  G . وبإعادة ترتيب  المعادلة لتعيين  G ، نحصل على :
{\displaystyle G=-F\cdot {\frac {r^{2}}{Mm}}}
فإذا علمنا وحدات الكميات على يمين المعادلة ، فإنها  تعطينا الوحدة للجزء اليساري من المعادلة:
{\displaystyle \lbrack G\rbrack =\lbrack F\rbrack \cdot \left\lbrack {\frac {r^{2}}{Mm}}\right\rbrack ={\frac {\mathrm {kg} \cdot \mathrm {m} }{\mathrm {s} ^{2}}}\cdot {\frac {\mathrm {m} ^{2}}{\mathrm {kg} ^{2}}}={\frac {\mathrm {m} ^{3}}{\mathrm {kg} \cdot \mathrm {s} ^{2}}}}
كذلك يكون الطريق العكسي صحيحا : فبمقارنة الوحدات على يمين معادلة بالوحدات على يسار المعادلة يمكننا تعيين وحدة أي كمية مجهولة الوحدة أو الأبعاد .

### فيالدارة الكهربائية

تزايد جهد المكثف مع الزمن يتبع دالة أسية للأساس e.

عند تفريغ مكثف في مقاومة يتبع تغير الجهد دالة أسية للثابت e ويكون الزمن في أس الدالة وبالسالب .
{\displaystyle U=U_{o}\cdot e^{-at}}
وطبقا لما أوضحناه  اعلاه لا بد وان تكون a ( وهي خاصية من خصائص المكثف ) بالبُعد  [1/ثانية] لكي يصبح حاصل الضرب  a·t عدد لا بعدي. ونظرا لأن سعة المكثف تعمل سويا مع المقاومة فيمكن اعتبار أن ثابت التناسب  a مكون من هاتين الكميتين . وحاصل ضرب  وحدة السعة في وحدة المقاومة يعطي بُعد الزمن .
وبذلك يتضح أن a  تتكون كالآتي :
{\displaystyle U=U_{o}\cdot e^{-{\frac {t}{RC}}}}
وهذا هو معدل تفريغ المكثف مع الزمن .
كذلك عندما يُشحن المكثف يزداد الجهد من الصفر إلى Uo ، وللتعبير عن ذلك نعطي الأس إشارة موجبة فتصبح الدالة دالة متزايدة : 
{\displaystyle U=U_{o}\cdot e^{\frac {t}{RC}}}
وهي تعطي الرسم البياني المبين هنا لتزايد شحنة المكثف مع الزمن .

## اقرأ أيضا
- تجانس
- دالة أسية